# Притока (Бихаћ)
Притока је насељено мјесто у Босни и Херцеговини, у општини Бихаћ, које административно припада Федерацији Босне и Херцеговине. Према попису становништва из 2013. у насељу је живјело 683 становника.

## Историја

### Други свјетски рат
Цркву у Притоци срез Бихаћ усташе су запалили, али како није потпуно изгорела, минирали су је и срушили.
Крајем маја 1941. године хрватске усташке власти су покренуле све Србе из села око Плитвичких језера и протерале их у Двор у Босну, "са мотивацијом да на Плитвичким језерима и околици, као хрватском купалишном месту, не сме бити ниједног Србина". Њихове куће домаћи Хрвати су прво опљачкали па онда већину попалили. Сви ови Срби исељени су по наредби великог жупана у Бихаћу Љубомира Кватерника. Међутим после три месеца, када је италијанска војска запосела Лику, ови су се Срби вратили на згаришта својих домова. Прота Богуновић Никола парох у Притоци, као очевидац каже да су месеца јуна 1941. протеране све српске породице из цијеле општине Плитвичких Језера. Све што су имали од покретне имовине остало је у кућама. "Једне кишне ноћи сав тај народ, праћен наоружаним усташама, превезен је на реквирираним колима околних села непосредно испред мог парохијског стана у Притоци. Поворка кола трајала је три часа. Сав овај народ избачен је и остављен по селима од Босанског Петровца до Дрвара".

## Становништво
| Националност       | 1991. | 1981. | 1971. | 1961. |
| Срби               | 759   | 609   | 752   | 579   |
| Југословени        | 37    | 50    | 3     |       |
| Муслимани          | 31    | 13    | 18    |       |
| Хрвати             | 4     | 4     | 10    | 3     |
| Црногорци          |       | 1     |       |       |
| остали и непознато | 8     | 1     | 5     |       |
| Укупно             | 839   | 677   | 788   | 582   |

| Демографија | Демографија | Демографија |
| Година      | Становника  | Становника  |
| ----------- | ----------- | ----------- |
| 1961.       | 582         |             |
| 1971.       | 788         |             |
| 1981.       | 677         |             |
| 1991.       | 839         |             |
| 2013.       | 683         |             |